# Leadenhall Market

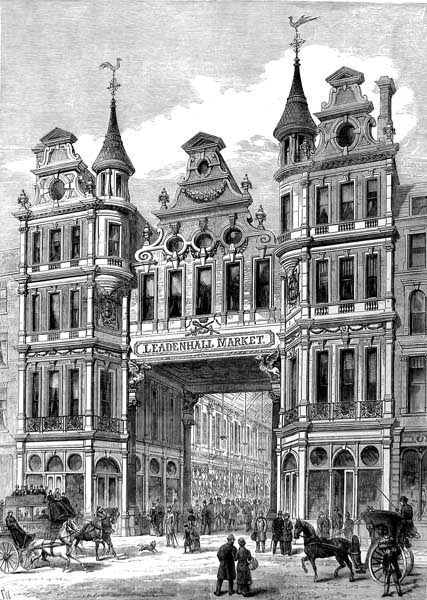
Historischer Eingang in den Markt, aus Illustrated London News, 1881

Leadenhall Market ist ein überdachter Markt in der City of London, der seit 1972 als Grade-II*-Bauwerk unter Denkmalschutz steht.

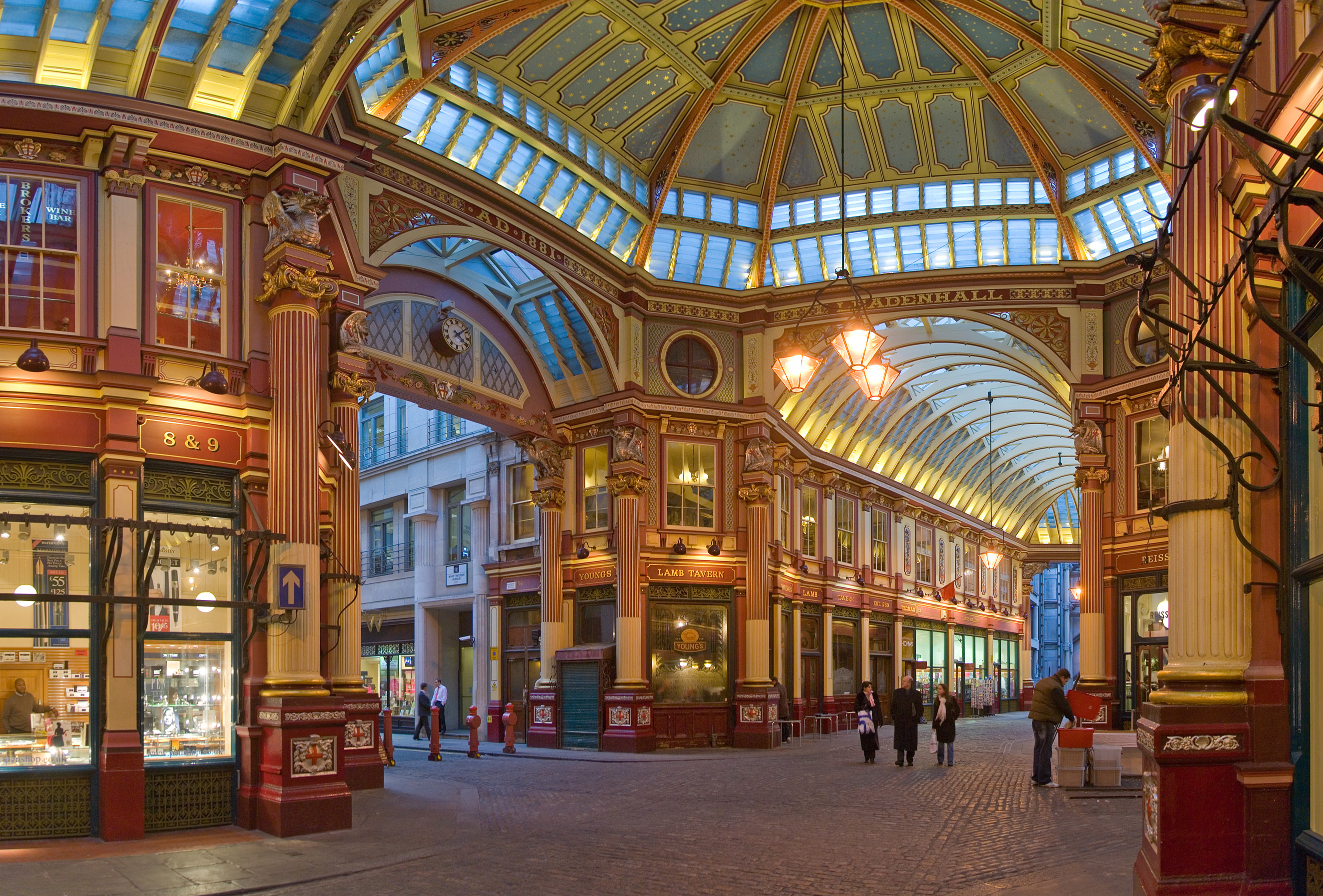
Innenansicht des Marktes 2006

Bereits im 14. Jahrhundert trafen sich rund um das Leadenhall Herrenhaus Geflügel- und Käsehändler. 1463 bekam er das Waagenrecht für Wolle, 1488 das Monopol für den Handel mit Leder. Durch den großen Brand von London 1666 wurden auch große Teile des Marktes zerstört. Das anschließend errichtete langjährige Provisorium wurde 1881 von Sir Horace Jones umgebaut, der auch den Billingsgate Market und den Smithfield Market entworfen hat. Eine Überdachung aus Gusseisen und Glas überspannt seitdem die bisherigen Steingebäude. 1991 wurde Leadenhall Market aufwendig restauriert.
Heute beherbergt der Markt Fisch-, Fleisch-, Käse- und andere Lebensmittel- und Delikatessenhandlungen, Weinhandlungen, Floristen, Friseure, Restaurants und Bars. Die Halle ist täglich durchgehend zugänglich, die Geschäfte sind montags bis freitags ab 7:00 Uhr geöffnet und werden sowohl von der Stadtbevölkerung als auch von Touristen frequentiert.

Leadenhall Market um 1910

## Trivia
Im Markt ist die Gans „Old Tom“ mit einem Gedenkstein beerdigt. Sie soll es mehrfach geschafft haben, ihrer Schlachtung zu entgehen, und wurde so zu einer lokalen Berühmtheit. Sie wurde von den Standinhabern regelmäßig gefüttert, bis sie 1835 im Alter von 38 Jahren starb.
Die Szenen in der Winkelgasse im ersten Film der Harry-Potter-Serie, Harry Potter und der Stein der Weisen, wurden 2001 im Leadenhall Market aufgenommen.